# Dexia longipes
Dexia longipes là một loài ruồi trong họ Tachinidae.